# Zoo (1961)
Zoo (1961) was de veertiende film van Bert Haanstra.

## Over de film
De film is in zwart-wit en werd in zestig dagen in dierentuin Artis te Amsterdam gefilmd. De film duurt elf minuten. Zoo is de eerste film van Haanstra waarin hij met een verborgen camera werkt. De complete film is gemonteerd op muziek van Pim Jacobs. De film laat dieren achter tralies zien, en de meeste shots van mensen zijn vanaf de andere kant van de tralies genomen. De film gaat over de interactie en gelijkenis tussen mens en dier.